# Lepanthes callisto
Lepanthes callisto är en orkidéart som beskrevs av Carlyle August Luer och Alexander Charles Hirtz. Lepanthes callisto ingår i släktet Lepanthes och familjen orkidéer. Inga underarter finns listade i Catalogue of Life.